# American Congress of Obstetricians and Gynecologists
American Congress of Obstetricians and Gynecologists (ACOG) ist der Name der größten gynäkologisch-geburtshilflichen Fachgesellschaft in den USA mit Sitz in Washington, D.C. und über 58.000 Mitgliedern.
Die Gesellschaft wurde als American College of Obstetricians and Gynecologists 1951 in Chicago (Illinois) gegründet.
Die Mitglieder werden als Fellow bezeichnet und führen die Abkürzung FACOG nach ihrem Namen. Um Mitglied zu werden, ist eine jährliche zweiteilige Prüfung erforderlich.
Das offizielle Publikationsorgan des ACOG ist seit 1953 die Zeitschrift Obstetrics & Gynecology, welche auch als The Green Journal bekannt ist.